# Quijorna
Quijorna est une commune de la communauté de Madrid, en Espagne.